# Sándor Klára
Sándor Klára (Salgótarján, 1965. január 27. –)  magyar nyelvész, kultúrtörténész, az MTA doktora, tanszékvezető egyetemi tanár.

## Tanulmányai
Alap- és középfokú iskoláit Salgótarjánban végezte, a Petőfi Sándor Általános Iskolában, majd a Bolyai János Gimnáziumban. 1984-től Szegeden él. 1989-ben szerzett diplomát a József Attila Tudományegyetem Bölcsészettudományi Karán, magyar–altajisztika–magyar nyelvtörténet szakon.

## Oktató tevékenysége
1989-től a JATE Altajisztikai Tanszékén, 1995-től a Juhász Gyula Tanárképző Főiskola (2000-től a Szegedi Tudományegyetem Tanárképző Főiskolai Kara) Magyar Nyelvi Tanszékén főiskolai tanár, 2006-2019 között az SZTE BTK Könyvtártudományi és Humáninformatikai Tanszékén főiskolai tanár, 2019-től egyetemi tanár. 2014-től a tanszék vezetője. 2021-től a pozsonyi Comenius Egyetem Magyar Nyelv és Irodalom Tanszékének professzora.
2017-2021 között az SZTE BTK általános és tudományos dékánhelyettese.

## Kutatói munkája
1991-ben egyetemi doktori címet szerzett turkológiából. 1996-ban lett a nyelvtudomány kandidátusa. 2019-től az MTA doktora (történettudomány). Kutatási területe az evolúciós nyelvelmélet és a nyelvszociológia, ezen belül a nyelvi változás, a nyelvi megbélyegzés és diszkrimináció, a nyelv és hatalom viszonya, a nyelv, a kultúra és a társadalom összefüggései, valamint a 21. századi kommunikáció sajátosságai.  Nyelvtörténészként a honfoglalás előtti török–magyar kapcsolatokkal és általában véve a társas szemléletű (szocio-)történeti nyelvészet kérdéseivel, kultúrtörténészként elsősorban a magyar identitás változásaival, a hunhagyomány történetével és a székely írás történetével, valamint jelenkori használatával foglalkozik.
Számos könyv és tanulmány szerzője, illetve kötet szerkesztője. Tudománynépszerűsítő tevékenysége is jelentős (tudományos publikációinak teljes listája megtalálható az MTMT felületén.). Több hazai és nemzetközi kutatócsoport munkáját vezette, számos konferenciát szervezett. Az MTA Identitástörténeti Munkabizottságának elnöke (2021–), az SZTE Interdiszciplináris Kutatásfejlesztési és Innovációs Kiválósági Központja „IKT és társadalmi kihívások“ kompetenciaközpontjának, ezen belül a Kulturális örökség és digitális társadalom kutatócsoportjának a vezetője (2022–), valamint az SZTE BTK Identitás- és Kultúrakutató Központjának (2017–) a vezetője. Több hazai és nemzetközi szakmai társaság tagja.

## Politikusi tevékenysége
1990–1992 és 2002–2009 között a Szabad Demokraták Szövetségének tagja volt, 2005–2007 között a párt ügyvivője. A 2006-os választásokon Csongrád megye 2. számú választókerületében az SZDSZ és az MSZP közös jelöltjeként szerzett mandátumot, az SZDSZ Csongrád megyei listájának vezetője volt.
2006–2010 között az Országgyűlés Oktatási és tudományos bizottságának alelnöke volt. Szintén 2006-tól az Európa Tanács Parlamentjében, a Nők és férfiak esélyegyenlősége bizottság tagja, az ET „Győzzük le a nők elleni erőszakot!” kampányának nemzeti összekötője.
A 2009 augusztusában alakult Szabadelvű Polgári Egyesület alapító tagja. Az alakuló ülésen az egyesület elnökévé választották, ezt a tisztséget 3 évig töltötte be.

## Elismerései
- 1992 – MTA Szegedi Bizottságának Díja
- 1993 – Akadémiai Ifjúsági Díj (MTA)
- 1997 – Széchenyi Professzori Ösztöndíj
- 2000 – Bolyai Kutatási Ösztöndíj
- 2002 – Hajdú Péter Ösztöndíj
- 2008 – Magyar Nőkért Díj
- 2022 – Akadémiai Díj (MTA Elnöksége)
- 2022 – Az év publikációja díj humán- és társadalomtudományokban (SZTE)

## Művei

### Könyvek
- Benkő Elek-Sándor Klára-Vásáry István: A székely írás emlékei, Bölcsészettudományi Kutatóközpont, Budapest, 2021. ISBN 978-9634162674
- A székely írás reneszánsza, Typotex, Budapest, 2017. ISBN 978-9632799049
- A Kárpát-medencében kell-e keresnünk a székely írás előzményeit?, in: Az Alföld a 9. században II.,  182-206. oldal, SZTE Régészeti Tanszék, Szeged, 2017. ISBN 978-9633065556

- Nyelv és társadalom, Krónika Nova Kiadó, Budapest, 2016. ISBN 978-6155205149

- Határtalan nyelv, Szak Kiadó, Bicske, 2014. ISBN 978-9639863378
- A székely írás Székelyföldön kívüli használatának kezdetei, in: Magyar Őstörténet. Tudomány és hagyományőrzés,  329-342. oldal, MTA Bölcsészettudományi Kutatóközpont, Budapest, 2014. ISBN 9639627879
- A székely írás nyomában, Typotex, Budapest, 2014. ISBN 978-9632793870
- Nyelvrokonság és hunhagyomány, Typotex, Budapest, 2011. ISBN 978-9632795737
- A Bolognai Rovásemlék, JATE Magyar Őstörténeti Kutatócsoport, Szeged, 1991. ISBN 9634818706[2]

### Cikkek
- Honnan jöttek a török nyelvi formák a magyarba?, Mandiner, 2020. november 21.
- Beszéltek-e törökül is a honfoglalók?, Rubicon, 2016/7. 94–95. oldal

- Új székely írásos nyelvemlék - szenzációs lelet?, Nyelv és Tudomány, 2015. augusztus 25.
- Vámbéry Ármin és a török-magyar nyelvcsere, Iskolakultúra, 2014/2. 77–86. oldal
- A székely írás eredetéről dióhéjban, Magyar Tudomány 14, 5. szám, 2014, 572-575. oldal
- A székely írás legkorábbi emléke?, Nyelv és Tudomány, 2013. szeptember 25.
- 104 cikke a Galamus portálon, 2010–2013
- Nyelv és evolúció (Kampis Györggyel), Replika, 2000. június, 125–143. oldal
- A székely írás megíratlan története(i?), Erdélyi Múzeum 58, 1-2. szám, 1996, 83-93. oldal
- A gelencei rovásírásos felirat, Magyar Nyelv 92, 2. szám, 1996, 80-82. oldal
- A magyar-török kétnyelvűség és ami körülötte van, Pozsony, 1996, 7-25. o.
- A székely rovásírás, Néprajz és Nyelvtudomány, 1989-1990, 65-81. oldal

### Fordítások
- Peter Trudgill: Bevezetés a nyelv és társadalom tanulmányozásába, JGYTF Kiadó, Szeged, 1997[4]